# 马兰维莱
马兰维莱（法語：Marainviller，法語發音：[maʁɛ̃vile]）是法国默尔特-摩泽尔省的一个市镇，属于吕内维尔区。

## 地理
马兰维莱（48°35'22"N, 6°36'2"E）面积16.99 平方千米，位于法国大東部大區默尔特-摩泽尔省，该省份为法国东北部内陆省份，是洛林的一部分，北邻比利时、卢森堡，北起顺时针与摩泽尔省、下莱茵省、孚日省和默兹省接壤。
与马兰维莱接壤的市镇（或旧市镇、城区）包括：克鲁瓦马尔、拉讷沃维尔欧布瓦、蒙塞勒莱吕内维尔、蒂耶博梅尼勒。

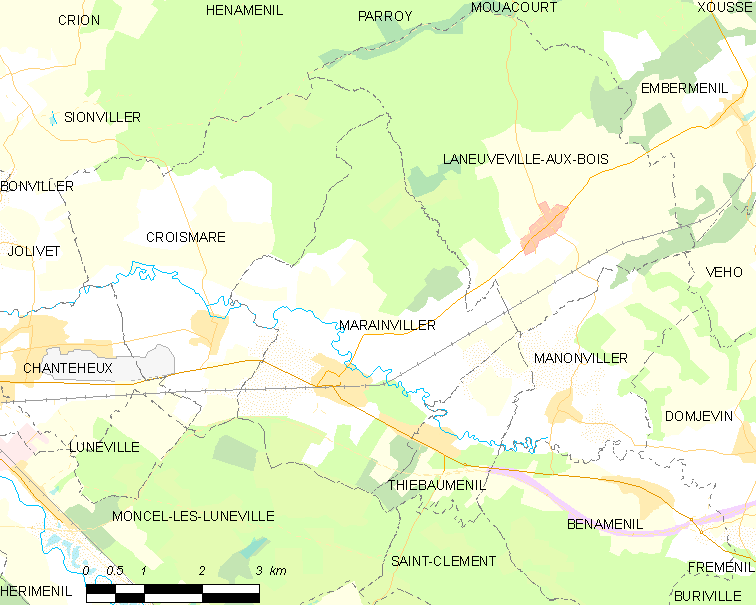
马兰维莱的OSM定位图

马兰维莱的时区为UTC+01:00、UTC+02:00（夏令时）。

## 行政
马兰维莱的邮政编码为54300，INSEE市镇编码为54350。

## 政治
马兰维莱所属的省级选区为巴卡拉县。

## 人口

1962-2008年间马兰维莱人口变化图示

马兰维莱于2022年1月1日时的人口数量为702人。